# Psilocaulon
Psilocaulon là chi thực vật có hoa trong họ Aizoaceae.